# Società Ginnastica Sportiva Tiberis
La Società Ginnastica Sportiva Tiberis è stato un club calcistico italiano fondato nel 1908, con sede nella città di Roma. Fu sciolta nel 1922.

## Storia
La società istituì la sua sezione calcistica nel 1919. Nel 1920-1921 prese parte al campionato di Promozione laziale (Serie B) arrivando terza e ottenendo la promozione in massima serie (dall'estate 1921 la Prima Divisione). Nella stagione 1921-1922 la squadra fu esclusa dal campionato dopo cinque giornate per irregolarità nell'iscrizione, non avendo un proprio campo, e retrocessa in Seconda Divisione; stessa sorte subì la romana Società Sportiva Vittoria.
Proprio con la Vittoria di Roma la Tiberis si fuse nel luglio 1922, dando vita all'Unione Sportiva Tiberis e Vittoria (U.S.T.E V.). Dopo due stagioni giocate in Seconda Divisione regionale, in data indeterminata il nuovo club si sciolse e molti dirigenti dell'ex Vittoria passarono alla Juventus Audax.
Ecco i risultati delle cinque partite (poi annullate) giocate dalla Tiberis in Prima Divisione 1921-1922:
| Squadra 1     | Risultato | Squadra 2     |
| ------------- | --------- | ------------- |
| Fortitudo     | 4-1       | Tiberis       |
| Alba          | 17-0      | Tiberis       |
| Audace        | 8-0       | Tiberis       |
| Alba          | 5-0       | Vittoria Roma |
| Vittoria Roma | 0-1       | Tiberis       |